# 白井町立白井第一小学校東分校
白井町立白井第一小学校東分校（しろいちょうりつ しろいだいいちしょうがっこうひがしぶんこう）は、千葉県印旛郡白井町（現在の白井市）清戸にあった公立小学校の分校。

## 概要
- 1987年（昭和62年）に東分校は本校の白井第一小学校に統合し、廃校[1]。

## 沿革
- 1956年（昭和31年） - 谷清分校を廃し、白井町立白井第一小学校東分校を設置する[1]。
- 1987年（昭和62年） - 東分校を廃し、本校に統合する[1]。